# Акулово (Любимский район)
Акулово — деревня в Любимском районе Ярославской области Российской Федерации.
С точки зрения административно-территориального устройства входит в состав Осецкого сельского округа. С точки зрения муниципального устройства входит в состав Осецкого сельского поселения.

## География
Находится в пределах центральной части Московской синеклизы Восточно-Европейской (Русской) платформы, в южной части района, в 20 км к югу от ж.-д. станции Любим. Поблизости находятся населённые пункты Антропьево, Борисовское, Власуново, Глебово, Макарово (Осецкий сельсовет), Починок (Осецкий сельсовет), Пречистое, Санино, Семендяево, Стругуново.
Высота над уровнем моря — 99 м.

### Климат
Климат характеризуется как умеренно-континентальный с умеренно-теплым влажным летом, умеренно-холодной зимой и ярко выраженными сезонами весны и осени. Среднегодовая температура — +3,2°С. Средняя температура самого тёплого месяца (июля) — +18,2°С; самого холодного месяца (января) — −11,7°С. Абсолютный максимум температуры — +34°С; абсолютный минимум температуры — −35°С.

## Население
| 2007 | 2010 |
| ---- | ---- |
| 3    | ↗4   |

На 01.01.1989 население составило 1 чел..

## Инфраструктура
Личное подсобное хозяйство с зоной сельскохозяйственного использования, индивидуальная застройка усадебного типа.
- Придорожная ул. дома	1-13
- Солнечная ул.	дома 1, 2, 3, 4

## Транспорт
Остановка общественного транспорта «Акулово». Проходит на ноябрь 2022 года автобус 520 «Автостанция Любим — Автовокзал Ярославль».